# Акітое
Акітое (Акінтойє, Акінтоє) (д/н — 2 вересня 1853) — 11-й оба (правитель) Лагосу в 1841—1845 і 1851—1853 роках.

## Життєпис
Син оби Кутере. Тривалий час перебував у тіні своїх братів. 1841 року після загибелі би Олуволе почалася боротьба між претендентами. Частина знаті підтримала Косоко, стриєчного брата загиблого і прямого спадкоємця. Втім більшість вождів Білих Капелюхів та вищих сановників стали на бік Акітое, аргументуючи тим, що Косоко невідомо де, чи живий взагалі. Також на бік Акітое стала впливова работоргівка Ефінрое Тунібі. Зрештою той став новим обою Лагосу.
Акітое намагався замиритися з Косоко, повернувши того до Лагосу. Акіта всупереч раднику Елету Одібе надав Косоко титул олойя ереко. Той швидко зміцнив свої позиції і знайшов підтримку серед багатьох військових і мусульманської громади. Елету Одібо мусив залишити Лагос, перебравшись до Бадагрі. Поступово відносини Акітое з небожем загострювалися.
Приводом до відкритого повстання прихильників Косоко став наказ у липні 1845 року про заборону торгівлі (тим самим оба сподівався отримати підтримку британців). Втім Косоко з військовиками та работоргівцям виступив проти оби (цей конфлікт названо «Огун Оломіро»). Акітое опинився в облозі у власному палаці. Тримався 3 тижні, але зрештою втік вгору по лагуні на північ. За цим отримав безпечний прохід через бухту Агбої від Ошоді Тапи, начальника військ Косоко. Спочатку Акітое перебрався до Абеокути, а потім отаборився в Бадагрі. 1846 році Акітое спробував повалити Косоко, проте зазнав поразки.
1849 року вступив у перемовини з Джоном Бікрофтом, британським губернатора Фернандо-По і коснула на Невільницькому березі щодо допомоги в поверненні трону. У грудні 1851 року британці повалили Косоко, а 29 грудня Акітое було відновлено на троні. 1 січня 1852 року він знову заборонив работоргівлю, але цей наказ фактично не виконували.
Помер Акітое 1853 року, за різними версіями від отруєння або вчинив самогубство. Йому спадкував син Досунму.